# Plagodis purpuraria
Plagodis purpuraria là một loài bướm đêm trong họ Geometridae.